# تعليم مباشر

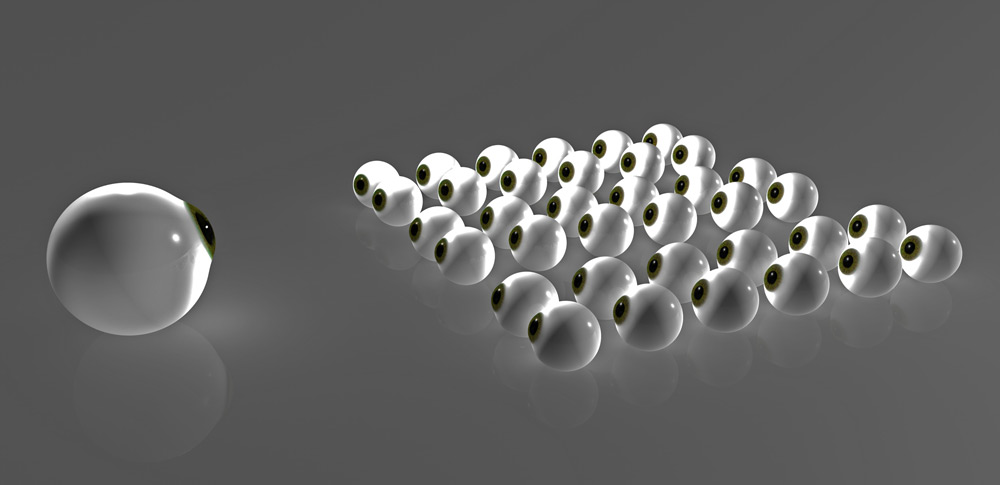
تعليم مباشر في فصل دراسي (رسومات منتجة بواسطة الحاسوب بواسطة ماكسيميليان شونير)

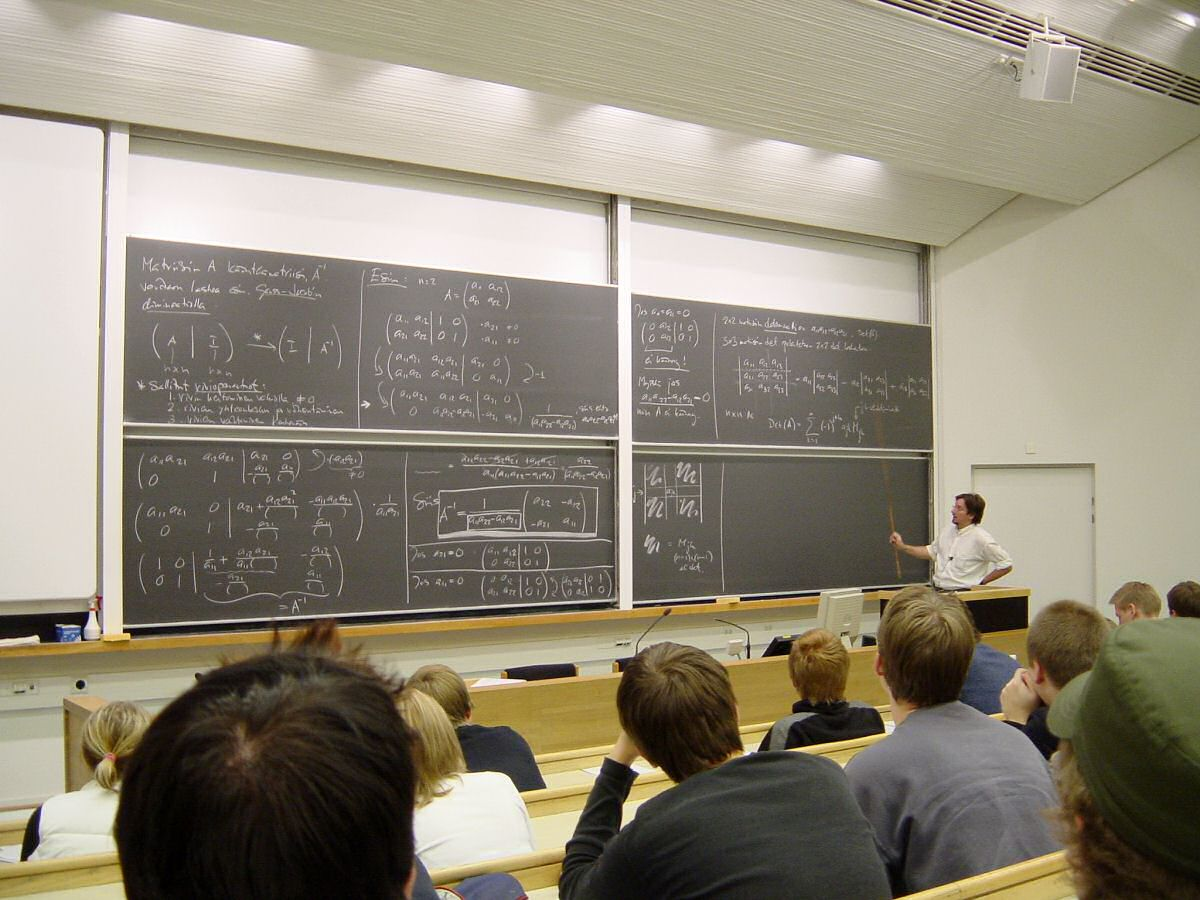
التعليم المباشر في الجبر الخطي في جامعة هيلسنكي للتكنولوجيا

يعتبر التعليم المباشر مصطلحًا عامًا للتعليم الصريح لمجموعة مهارات بالاعتماد على المحاضرات أو البراهين المتعلقة بالمادة بدلًا من النماذج الاستكشافية، مثل التعلم بالاستقصاء.
وتختلف هذه الطريقة عن الدروس الخصوصية والفصول المعملية التشاركية، والمناقشة والتسميع والندوات وورش العمل والرصد ودراسة الحالة والتعلم النشط والتطبيق العملي أو التدريبات العملية. فعادة تتضمن شرح المهارة أو مادة الدرس المقرر تدريسها وربما تتضمن أو لا تتضمن فرصة لمشاركة الطلاب أو التطبيق الفردي. وبعض التعليم المباشر عادة يكون جزءًا من أساليب أخرى، مثل التدريب الرياضي.
ويمكن أن يكون التعليم المباشر لغرض ما أو حتى استطراد عارض. وبالرغم من أن هناك بعض العناصر المتعلقة بـالتعليم المواجه أو مفهومًا عامًا للمهارة أو الدرس، إلا أنه قد توجد خطة درس وقد لا توجد.
وفي بعض برامج التعليم الخاصة يُعتمد على التعليم المباشر في غرف المصادر عندما يساعد المعلمون في إكمال الواجب المنزلي والمعالجة الأكاديمية.

## طريقة التعليم المباشر لدى إنجلمان ونظام التعليم المباشر لتدريس الحساب والقراءة
ينطبق المصطلح التعليم المباشر أيضًا على النموذج التعليمي الذي وضعه سيجفريد إنجلمان عام 1964 بجامعة معهد إلينوي للأبحاث والأطفال الاستثنائيين. وكان نظام التعليم المباشر لتدريس الحساب والقراءة نموذجًا خاصًا للتعليم المباشر وضعه أيضًا سيجفريد إنجلمان وويسلي سي بيكر. "Project Follow Through (مسار تدفق المشروع)" أكبر الدراسات التعليمية التي أجريت في أمريكا، والتي وجدت أن برنامج نظام التعليم المباشر لتدريس الحساب والقراءة أكثر النماذج فاعلية في التعليم.

## النجاح للجميع
أحد مناهج التعليم المباشر الشهيرة الأخرى هو برنامج النجاح للجميع والذي يعتمد على التدريس المكتوب لتعليم طلاب الابتدائي في برنامج تعليم القراءة المكثّف فونيكس. فما يقوله المعلم يُكتب بعناية في البرنامج. وقد صمم البرنامج روبرت سلافين البروفيسور بـجامعة جونز هوبكينز في منتصف الثمانينيات للمدارس الفاشلة بالمدينة الداخلية في بلتيمور. ويتطلب البرنامج 90 دقيقة مخصصة لتعليم القراءة كل يوم حيث ينبغي على المعلم اتباع خطة دراسية معدة سابقًا تتضمن كون كل دقيقة تُستغرق في تعليم مكتوب وأنشطة خاصة مصصمة لتعليم القراءة لكل طالب في الفصل.

## التعلم الاستكشافي
يخالف التعليم المباشر التعلم الاستكشافي (تيوفينين، وسويلر، 1999). ففي الوقت الذي يدعم فيه كثيرون التعلم الاستكشافي لأنهم يشعرون أن الطلاب يتعلمون بطريقة أفضل إذا ما «تعلموا من خلال بذل المجهود»، إلا أن هذا الزعم يؤيده القليل من البراهين التجريبية بل تدعم الحقيقة العكسية. (تيوفينين وسويلر، 1999). فقد اقترح كرشينر وسويلر وكلارك (2006) أن خمسين عامًا من البيانات التجريبية لا تدعم أولئك الذين يعتمدون على طرق التعليم الفاقدة للتوجيه. وقد أشار هميلو-سيلفر ودونكان وتشين (2007)  إلى أن كرشينر وآخرين يخلطون بين العديد من النماذج المختلفة من التعليم تحت مصطلح «التعلم بالاستكشاف»، وأنه في الواقع يوجد بيانات تجريبية تدعم فاعلية هذه النماذج.
ويرى المعارضون للتعليم المباشر أن أساليب قياس تقدم الطالب تؤيد المهارات التي يضمنها التعليم المباشر والتي لا يتكفل بها التعليم الاستكشافي. وعلاوة على ذلك، فإنها تقدم اختبارات القدرات التي تركز على قدرة الطلاب على حل المسائل؛ بينما يؤكد التعليم الاستكشافي على البحث الشديد عن المعلومات والمشاركة الفعّآلة المثمرة في المسار الاجتماعي والغايات التي لا يمكن قياسها بالطرق التجريبية التقليدية.

## وصلات خارجية
- Association for Direct Instruction (ADI) homepage
- SRA Website: publisher of direct instruction programs
- Online community and resources for direct instruction teaching
- National Institute for Direct Instruction homepage
- A professional development provider for direct instruction programs
- Educational Resources web site: A Professional Staff Development Company Specializing in Direct Instruction Implementations